# 利蘭 (密西西比州)
利蘭（英語：Leland）是位於美國密西西比州華盛頓縣的城市。

## 人口
根據2020年美國人口普查的數據，利蘭的面積為9.41平方千米，當中陸地面積為9.28平方千米，而水域面積為0.13平方千米。當地共有人口3988人，而人口密度為每平方千米424人。